# 中島昭和
中島 昭和（なかじま あきかず、1927年 - 2013年）は、日本のフランス文学者。中央大学名誉教授。

## 生涯
埼玉県生まれ。松本高等学校文科を経て、1951年東京大学仏文科卒業。1998年まで中央大学教授。

## 人物
- 妻はフランス文学者の中島公子、長女はエッセイストの中島さおり、二女は作家の中島京子。
- ヌーヴォー・ロマンの翻訳を多くおこなった。志摩三平の名で短歌も詠んだ。
- 晩年はアルツハイマー型の認知症を患い、二女京子の小説『長いお別れ』の下敷きとなった。

## 著書
- 『風なかに佇つ 志摩三平歌集』（中島昭和） 1999.10
- 『見える目の困惑 評論・随想・紀行』（武蔵野書房） 2001.3

### 共著
- 『初歩のフランス語要覧』（土居寛之, 坪井一共著、朝日出版社） 1967.5
- 『スタンダードフランス語講座 8 文学鑑賞』（中島公子, 鈴木康司共著、大修館書店） 1972

## 翻訳
- 『蕩児の帰宅 / 愛の試み』（アンドレ・ジイド、角川文庫） 1961
- 『黄色い犬』（ジョルジュ・シムノン、角川文庫） 1963
- 『原初の情景』（ベルナール・パンゴー、白水社） 1968
- 『現代の教養』（アンドレ・モロワ、角川文庫） 1968
- 『段階』（ミシェル・ビュトール、竹内書店） 1971
- 『アンドレ・ジィド=ロジェ・マルタン・デュ・ガール往復書簡』全4巻（ジャン・ドレ編、鈴木重生共訳、みすず書房） 1971 - 1974
- 『自由フランスの歴史』（アンリ・ミシェル、白水社、文庫クセジュ） 1974
- 『半島』（ジュリアン・グラック、中島公子共訳、白水社） 1974
- 『偏愛の文学』（ジュリアン・グラック、白水社） 1978.8
- 『夜の終り』（フランソワ・モーリヤック、集英社、世界文学全集） 1979.3
- 『森のバルコニー / 狭い水路』（ジュリアン・グラック、白水社） 1981.5、のち文遊社 2023
- 『真夜中』（ジュリアン・グリーン、人文書院、グリーン全集） 1982.2
- 『つまずきの石』（モーリヤック、春秋社、モーリヤック著作集5） 1983.10
- 『フィレンツェ史』（ピエール・アントネッティ、渡部容子共訳、白水社、文庫クセジュ） 1986.4